# Зассенбург
Зассенбург (нем. Sassenburg) — община в Германии, в земле Нижняя Саксония.
Входит в состав района Гифхорн. Население составляет 11 030 человек (на 31 декабря 2010 года). Занимает площадь 88,4 км².
Коммуна подразделяется на 6 сельских округов.
| Год  | Население |
| ---- | --------- |
| 1990 | 7 120     |
| 1995 | 8 809     |
| 2000 | 10 309    |
| 2005 | 10 973    |
| 2010 | 11 009    |